# Huštěnovice

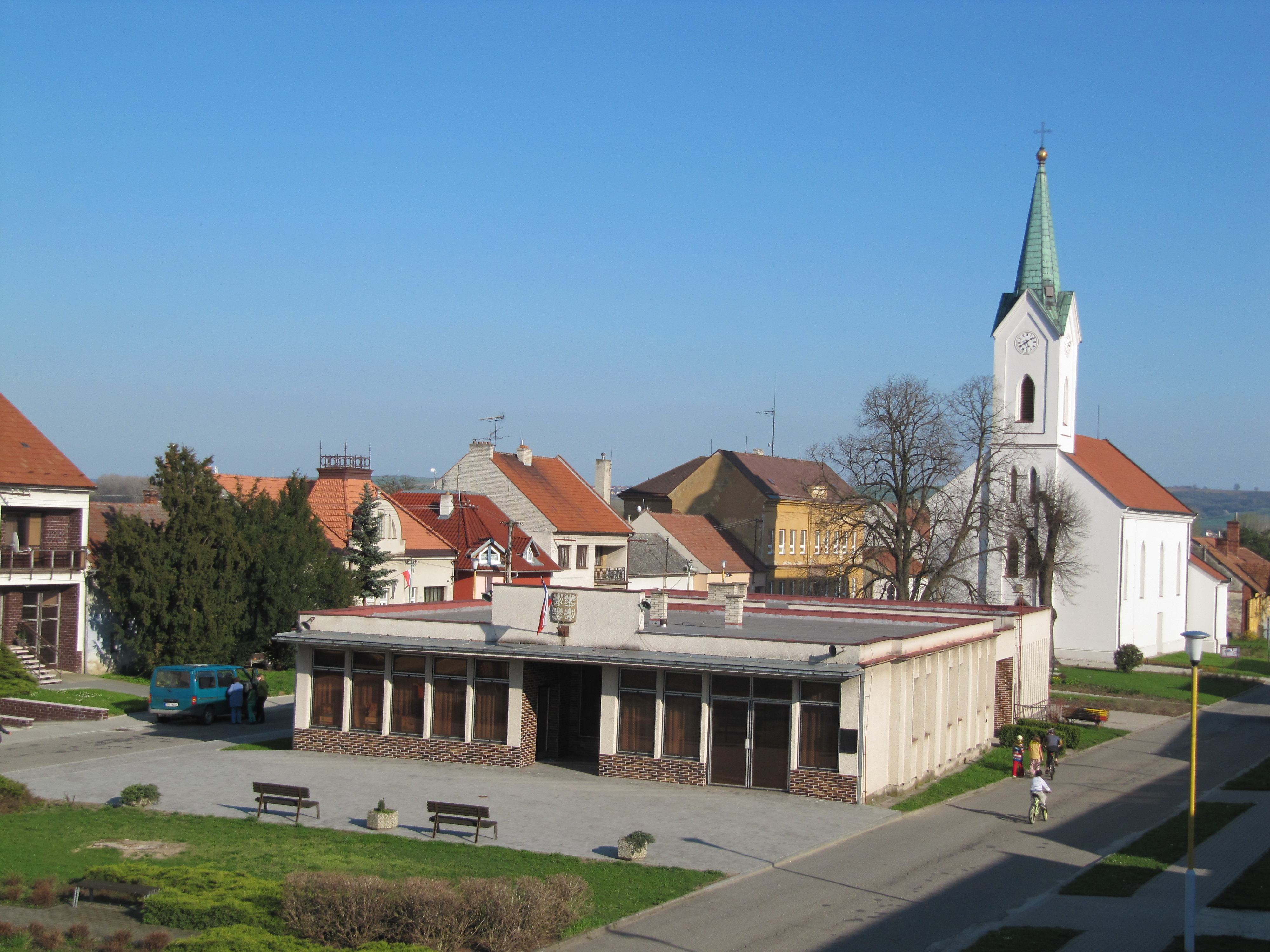
Dorfplatz mit Kirche und Gemeindeamt

Huštěnovice (deutsch Hustienowitz) ist eine Gemeinde in Tschechien. Sie liegt vier Kilometer nördlich von Uherské Hradiště und gehört zum Okres Uherské Hradiště.

## Geographie
Huštěnovice befindet sich östlich des Marsgebirge im Norden des Dolnomoravský úval (Südliches Marchbecken). Östlich des Dorfes verläuft der Baťův kanál, dahinter fließt die March. Durch Huštěnovice führt die Staatsstraße I/55 zwischen Staré Město und Otrokovice. Am westlichen Ortsrand verläuft die Bahnstrecke Přerov – Hodonín; die Bahnstation Huštěnovice liegt einen knappen Kilometer außerhalb des Dorfes am Ortsrand von Cerony.
Nachbarorte sind Kudlovice und Cerony im Norden, Babice, Topolná und Březolupy im Nordosten, Kněžpole im Osten, Jarošov im Südosten, Rybárny,  Uherské Hradiště und Staré Město im Süden, Zlechov und Tupesy im Südwesten, Modrá im Westen sowie Jalubí und Sušice im Nordwesten.

## Geschichte
Archäologische Funde belegen, das sich zur Zeit des Großmährischen Reiches auf dem Gebiet der Gemeinde eine altslawische Siedlung befunden hat. Diese gehörte zum Sprengel der Burg Weligrad und befand sich in der Flur Huštěnůvky auf einem erhöhten und durch Sumpf und Wasser geschützten Platz an der March. Die erste schriftliche Erwähnung über das dem Kloster Velehrad gehörige Dorf Wesconewiz erfolgte 1220. Im Jahre 1228 wurde der Ort als Wschenowicz und 1250 als Vscenowiz bezeichnet. Zwischen 1261 und 1320 erlosch die alte Siedlung und an der Stelle des heutigen Dorfes entstand eine neue, die zunächst Nový Dvůr genannt wurde. Aus dem Jahre 1381 ist dann der Ortsname Usczenowicz überliefert, weitere Namensformen waren Husczenowicz (1405), Husstienowicze (1508), Hausstienowicz (1580), Hustienowitz (1718) und Hustěnowice (1846). Nach der Zerstörung des Klosters durch die Hussiten im Jahre 1421 wurde Huštěnovice nach Hradisch umgepfarrt. Ein im 17. Jahrhundert beabsichtigter Bau einer Kirche kam nicht zustande. Zwar war schon Baumaterial beschafft worden, jedoch verödete das Dorf infolge des Dreißigjährigen Krieges und des Einfalls der Türken im Jahre 1663. 1680 brach zudem die Pest aus. Das älteste Ortssiegel stammt vom Ende des 18. Jahrhunderts. Im Jahre 1828 errichteten die Einwohner auf dem Platz unterhalb der alten Schule eine kleine Kapelle, die der hl. Anna geweiht wurde. Nach der Aufhebung des Klosters war Huštěnovice von 1784 bis zur Mitte des 19. Jahrhunderts dem Gut Velehrad untertänig.
Ab 1850 bildete Hustěnowice / Hustienowitz eine  Gemeinde in der Bezirkshauptmannschaft Hradisch. Die Bewohner lebten von der Landwirtschaft, insbesondere der Viehzucht. Aus dem Jahre 1872 ist der Ortsname Húštěnovice und von 1881 Ustěnovice überliefert. Im Jahre 1872 beschlossen die Einwohner die Errichtung einer Kirche aus eigenen Mitteln. Der heutige Ortsname Huštěnovice wird seit 1893 verwendet. 1908 entstand in Huštěnovice ein Pfarrhaus und zwei Jahre später wurde eine Expositur der Pfarre Uherské Hradiště eingerichtet. Hindernis für die Errichtung einer Pfarre waren die Eigentumsverhältnisse an der Kirche; nach dem das Gebäude 1915 der römisch-katholischen Kirche übertragen worden war, wurde die Expositur zur Pfarre erhoben.
Seit 2003 führt Huštěnovice ein Wappen und Banner.

## Gemeindegliederung
Für die Gemeinde Huštěnovice sind keine Ortsteile ausgewiesen.

## Sehenswürdigkeiten
- Neogotische Kirche der hl. Anna, erbaut 1873–1877. Im Jahre 1915 wurde sie zur Pfarrkirche erhoben.
- Denkmal für die Gefallenen des Ersten Weltkrieges, geschaffen 1923
- Steinernes Kreuz vor der Kirche, geschaffen 1874
- Steinernes Kreuz an der Straße nach Babice, errichtet 1915
- Gusseisernes Kreuz auf steinernem Sockel, vor dem Friedhof, aufgestellt 1878
- Gusseisernes Kreuz auf steinernem Sockel, auf dem Gelände der Farm, aufgestellt 1907 an einem Wegekreuz
- Steinernes Kreuz am unteren Ortsende, errichtet 1946
- Statue des hl. Johannes von Nepomuk aus dem Jahre 1908
- Baťův kanál
- Naturschutzgebiet Kanada, abgeworfener Flussarm der March, östlich des Dorfes. Weitere aus ehemaligen Mäandern entstandene Teiche sind die Blata, Výrovka, Markéta und Koňovy.
- Naturlehrpfad Fífart

## Söhne und Töchter der Gemeinde
- Rudolf Králíček (1862–1946), General
- Marie Vojtěcha Hasmandová (1914–1988), ehemalige Generaloberin der Borromäerinnen